# 瓊斯維爾 (阿拉巴馬州)
瓊斯維爾（英語：Jones）是一個位於美國阿拉巴馬州派克縣的非建制地區。該地的面積和人口皆未知。

## 地理
瓊斯維爾的座標為31°53′36″N 85°54′15″W / 31.89333°N 85.90417°W，而該地的平均海拔高度為108米（即354英尺）。